# 살라망카 CF UDS B
살라망카 CF UDS B(스페인어: Salamanca Club de Fútbol UDS "B")는 스페인 카스티야이레온주 살라망카도 살라망카를 연고로 하는 축구단이다. 2016년에 창단되었으며, 살라망카 CF UDS의 2군 팀으로 활동 중이다.